# Tiras
Tiras a fost, în conformitate cu Geneza 10 și Cronici 1, ultimul fiu al lui Iafet, care este menționat în Biblia ebraică. În conformitate cu Cartea Jubileelor, moștenirea lui  Tiras a constat în patru insule mari în ocean, dar pentru că această carte nu este canonică majoritatea informației este probabil falsă.
Josephus a scris că Tiras a devenit strămoș al "Tirasienilor" (traci) - un popor cu părul "de foc" (blond sau roșcățiv)  după cele spuse de  Xenofan. Tiras sau Tyras în antichitate a fost, de asemenea, numele Nistrului, și o colonie grecească situată  în apropiere de gura de vărsare. Locuitorii nativi din regiunea înconjurătoare erau  geți. Geții au fost unul dintre cele mai importante triburi ale tracilor (Herodot 4.93, 5.3).
Unii, inclusiv Noah Webster, au sugerat că Tiras a fost venerat ca Thor, zeul tunetului, echivalentul ambele aceste forme cu Θουρος (Thouros) menționat de Homer ca "Ares (Marte) al tracilor". 
În 1838, savantul german Johann Christian Friedrich tuch [1] a sugerat identificarea lui  Tiras cu etruscii (strămoșii romanilor) - care, în conformitate cu grecii și sursele romane, cum ar fi Herodot (I, 94), au trăit în Lydia ca Tyrsenoi înainte de a emigra în Nordul Italiei până în secolul al 8-lea î.Hr.. Unii cercetători au conectat în plus atât Tiras și etrusci cu Troa (Troia), precum și cu contingentul Popoarelor Mării cunoscute noul regat egiptean ca (inscripția Ramses III) "Tursha" sau "Tereș mării" (Merneptah Stele). [2] [3]
Potrivit Tractate Yoma, în Talmud, Tiras este strămoșul Persia. Această afirmație este falsă deoarece Perșii se trag din Madai.
Medieval Textul rabinică Cartea Dreptului (7: 9) înregistrează fiii lui Tiras ca Benib, Gera, Lupirion, și Gilak, și în 10:14, se afirmă că Rushash, Cushni, și Ongolis sunt printre urmașii lui. O mai devreme (950 AD).
O altă compilație ebraică medievală, Cronicile lui Ierahmeel, , oferă, de asemenea o tradiție separată a fiilor Tiras "în altă parte, numindu-le ca Maakh, Tabel, Bal'anah, Shampla, Meea, și Elash. Acest material a fost în cele din urmă derivat în Pseudo-Philo (circa 75 d.Hr.), în care copii existenții fiii lui Tiras sunt  " Maac, Tabel, Ballana, Samplameac, și Elaz".
Istoricul persan Muhammad ibn al-Tabari Jarir (c. 915) relatează o tradiție fictivă care Tiras a avut un fiu pe nume Batawil, a cărui fiice Qarnabil, Bakht, și Arsal au devenit soțiile lui Cuș, Put și Canaan, respectiv. Această afirmație e fictivă.